# La principessa di Marte
La principessa di Marte (pubblicato anche come Sotto le lune di Marte, John Carter e John Carter e la principessa di Marte) è un romanzo science fantasy scritto da Edgar Rice Burroughs nel 1911. Costituisce il primo libro del Ciclo di Barsoom che rese celebre lo scrittore.
Burroughs lo fece originariamente pubblicare a partire dal 1912, a puntate, sotto lo pseudonimo di "Normal Bean" (il nome voleva significare "soggetto normale", ma venne maldestramente corretto da un revisore in "Norman Bean"), nella rivista The All-Story, con il titolo Under the Moons of Mars. L'opera venne poi pubblicata in volume nel 1917, con il titolo A Princess of Mars.
Il romanzo è stato più volte ripubblicato in volume anche assieme ad altri romanzi del ciclo, avendo una notevole influenza sulle opere degli autori successivi di narrativa popolare, in particolare del filone del planetary romance, nel quale si ambientano le avventure su un pianeta diverso dalla Terra, concentrandosi sull'esplorazione e la scoperta delle meraviglie di questo pianeta esotico e spesso primitivo.

## Trama
Nell'introduzione del libro l'autore spiega che ha trovato un manoscritto del suo defunto zio John Carter e che la storia narrata è vera.
John Carter, un ex ufficiale della cavalleria sudista, scappando dagli indiani mentre faceva il cercatore d'oro si rifugia in una caverna in cui perde la capacità di muoversi e da cui viene misteriosamente trasportato su Marte. Qui viene catturato da una razza mostruosa di giganti a sei zampe chiamata uomini verdi che rimangono stupiti delle sue facoltà di saltatore dovute alla minore gravità del pianeta. Ben presto, in seguito ad una scalata sociale dovuta all'uccisione di alcuni di questi esseri, diventa uno dei capi degli uomini verdi della tribù di Thark, rimanendo comunque loro prigioniero.
Poco dopo il suo arrivo una donna degli uomini rossi, altri indigeni di Marte ma più simili agli umani, viene catturata a sua volta; si tratta della principessa della città-stato di Helium Dejah Thoris, di cui John Carter s'innamora trovando corrisposto il suo sentimento. In seguito riescono a scappare dalla prigionia anche se sono costretti a dividersi. Dejah Thoris viene rapita da uomini rossi di Zodanga, nemici storici dei marziani rossi di Helium, e John Carter viene catturato da un'orda di marziani verdi (i Warhoon) dai costumi barbarici. Carter riesce a scappare dalle segrete degli uomini verdi fingendosi morto, dopo una lotta all'ultimo sangue nell'arena sotterranea dei Warhoon. Da qui raggiunge Zodanga, la turrita città di uomini rossi in cui scopre che è tenuta prigioniera la sua principessa.
In questa città Carter organizza con un uomo di Helium conosciuto nelle prigioni dei Warhoon un attentato per uccidere il principe di Zodanga. L'attentato non riesce ma in seguito John Carter riuscirà a liberare la ragazza con il favore di un'inedita alleanza con i Thark, gli uomini verdi di cui era stato prigioniero.
I due si sposeranno e regneranno per dieci anni insieme, fino al giorno in cui il macchinario che serviva a produrre l'atmosfera di Marte si guasta. John Carter tenta all'ultimo momento di ripararlo ma viene riportato sulla Terra senza sapere se il tentativo sia andato a buon fine.

## Edizioni
- (EN) Edgar Rice Burroughs, A Princess of Mars, in The All-Story, febbraio 1912.
- (EN) Edgar Rice Burroughs, Under the Moons of Mars, A. C. McClurg, 1917.
- Edgar Rice Burroughs, La principessa di Marte, Opere Complete di Edgar Rice Burroughs 1, Giunti-Bemporad Marzocco, 1973.
- Edgar Rice Burroughs, La principessa di Marte, traduzione di Giampaolo Cossato [e Sandro Sandrelli], in John Carter di Marte, Cosmo Serie Oro. Classici della Narrativa di Fantascienza 10, Editrice Nord, 1973.
- Edgar Rice Burroughs, La principessa di Marte, traduzione di Giampaolo Cossato e Sandro Sandrelli, in John Carter di Marte, Tascabili Fantascienza 4.10, Editrice Nord, 1991.
- Edgar Rice Burroughs, Sotto le lune di Marte, traduzione di Giampaolo Cossato [e Sandro Sandrelli], Il Fantastico Economico Classico 1, Compagnia del Fantastico. Gruppo Newton, 1994, ISBN 88-7983-355-3.
- Edgar Rice Burroughs, John Carter, Urania Collezione n.110, Mondadori, 2012.
- Edgar Rice Burroughs, John Carter e la principessa di Marte, Oscar bestsellers 2218, Mondadori, 2012.